# Прапор Татарстану
Прапор Республіки Татарстан (тат. Татарстан Җөмһүрияте байрагы, лат. Tatarstan Cömhüriäte bayrağı) — державний символ Республіки Татарстан. Затверджений Постановою Верховної Ради Республіки Татарстан № 1314-XII від 29 листопада 1991 року. У цей час правила використання Державного прапора регламентуються Законом «Про державні символи Республіки Татарстан».

## Опис
Державний прапор Республіки Татарстан — прямокутне полотнище з горизонтальними смугами зеленого, білого й червоного кольорів. Біла смуга становить 1/15 ширини прапора й розташована між рівними за шириною смугами зеленого й червоного кольорів; зелена смуга зверху. Співвідношення сторін прапора — 1:2.
Кольори Державного прапора Республіки Татарстан означають:
- зелений (HTML #61AE56) — зелень весни, відродження;
- білий — колір чистоти;
- червоний (HTML #C13323) — зрілість, енергія, сила, життя.

Автором прапора є народний художник Республіки Татарстан Тавиль Хазиахметов.

## Історичні прапори

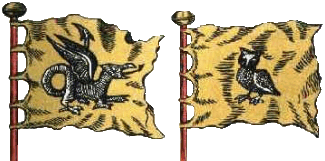
Прапори «цесаря Татарії» (за Карлусом Алярдом, XVIII ст.).
Гіпотетичний прапор Казанського ханства.
Гіпотетичний прапор Казанського ханства (за П.Люкс-Вурма).
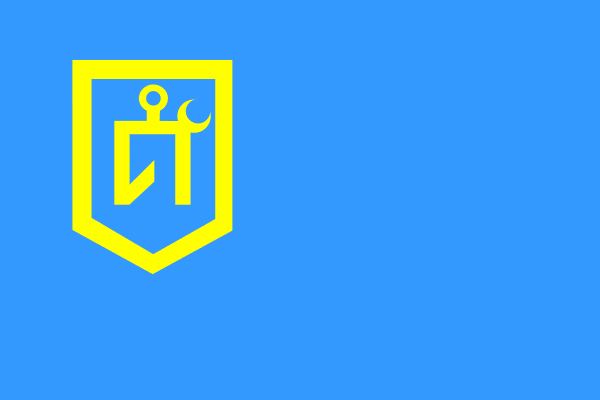
Прапор Ідель-Уралу.
Прапор Татарської АРСР.